# Longin
Longin, Longinus – imię męskie pochodzenia łacińskiego. Wywodzi się od wyrazu Longus oznaczającego „długi”. Żyło 9 świętych katolickich o tym imieniu. Patronem imienia jest męczennik z I wieku św. Longin z Cezarei Kapadockiej.
Żeńskim odpowiednikiem jest Longina.
Longin imieniny obchodzi: 
- 15 marca, jako wspomnienie św. Longina, męczennika z Cezarei Kapadockiej[1]
- 2 maja[2][3][1]
- 3 lipca, jako wspomnienie męczenników rzymskich: św. Longina, Megistusa i Acesta
- 29 października[2][3][1].

## Osoby noszące imię Longin
- Longin Bielak – polski kierowca wyścigowy. Jest posiadaczem 21 tytułów Mistrza i Wicemistrza Polski w wyścigach i rajdach samochodowych.
- Longin Pastusiak – polski działacz komunistycznej Polskiej Zjednoczonej Partii Robotniczej, następnie lewicy
- Longin Komołowski – polski polityk prawicowy
- Longin Jan Okoń – polski pisarz, poeta, społecznik
- Longin Bartkowiak – polski muzyk
- Longin Cegielski – polski działacz ludowy, były wiceprezes Rady Ministrów
- Longin Łozowicki – generał

- Longinus Podbipięta – bohater powieści Ogniem i mieczem Henryka Sienkiewicza.